# Georges Bousquet
Georges Bousquet (Perpinyà, 12 de març de 1818 - Saint-Cloud, Alts del Sena, 15 de juny de 1854) fou un director d'orquestra, crític musical i compositor francès.
Aconseguí el 3r. Prix de Rome (1847) i al seu retorn fou director de l'orquestra del teatre de l'Òpera Nacional i del Teatre Italià, formant part a més de la Comissió d'Estudis del Conservatori.
A més, va compondre les òperes L'hôtesse de Lyon (1814), Le Mousquetaire (1845) i Tabarin (1852), que aconseguiren un bon èxit, i va escriure com a crític musical notables articles en el Commerce, L'Illustration i la Gazette musicale de Paris.